# Кладовица
Кладовица — деревня в Сямженском районе Вологодской области.
Входит в состав Устьрецкого сельского поселения, с точки зрения административно-территориального деления — в Устьрецкий сельсовет.

## География
Стоит на реке Кубена. Ближайшие населённые пункты — Савинская, Мокрово, Ермаковская.
Расстояние по автодороге до районного центра Сямжи — 28 км, до центра муниципального образования Усть-Реки — 7 км.

## Население
| 2010 |
| ---- |
| 0    |

По переписи 2002 года население — 8 человек.

## Инфраструктура
Личное подсобное хозяйство с зоной сельскохозяйственного использования, индивидуальная застройка усадебного типа.

## Транспорт
Просёлочные дороги. 